# Штауфенські леви
Штауфенські леви (леви Гогенштауфенів) — у геральдиці це три чорні леви з червоними язиками, що йдуть ліворуч на золотому тлі.

## Опис
Три леви датуються часами Штауфенів, які були герцогами Швабії. Спочатку використовувався лише один або два леви, але Генріх (VII) був першим, хто використав печатку з трьома левами, коли у 1220 році, будучи герцогом Швабії, він видав грамоту на користь монастиря Вальд. На відміну від пізніших зображень, крокуючі леви на цій печатці дивляться не прямо перед собою, а радше на глядача. У цьому випадку геральдики говорять про «леопардів».
Пізніше Швабський імперський округ, який існував з 1500 по 1806 рік, мав у своєму гербі трьох штауфенських левів.
Сьогодні вони вживаються на державних гербах Баден-Вюртемберга та Баварії як символи Швабії.

## використовувати

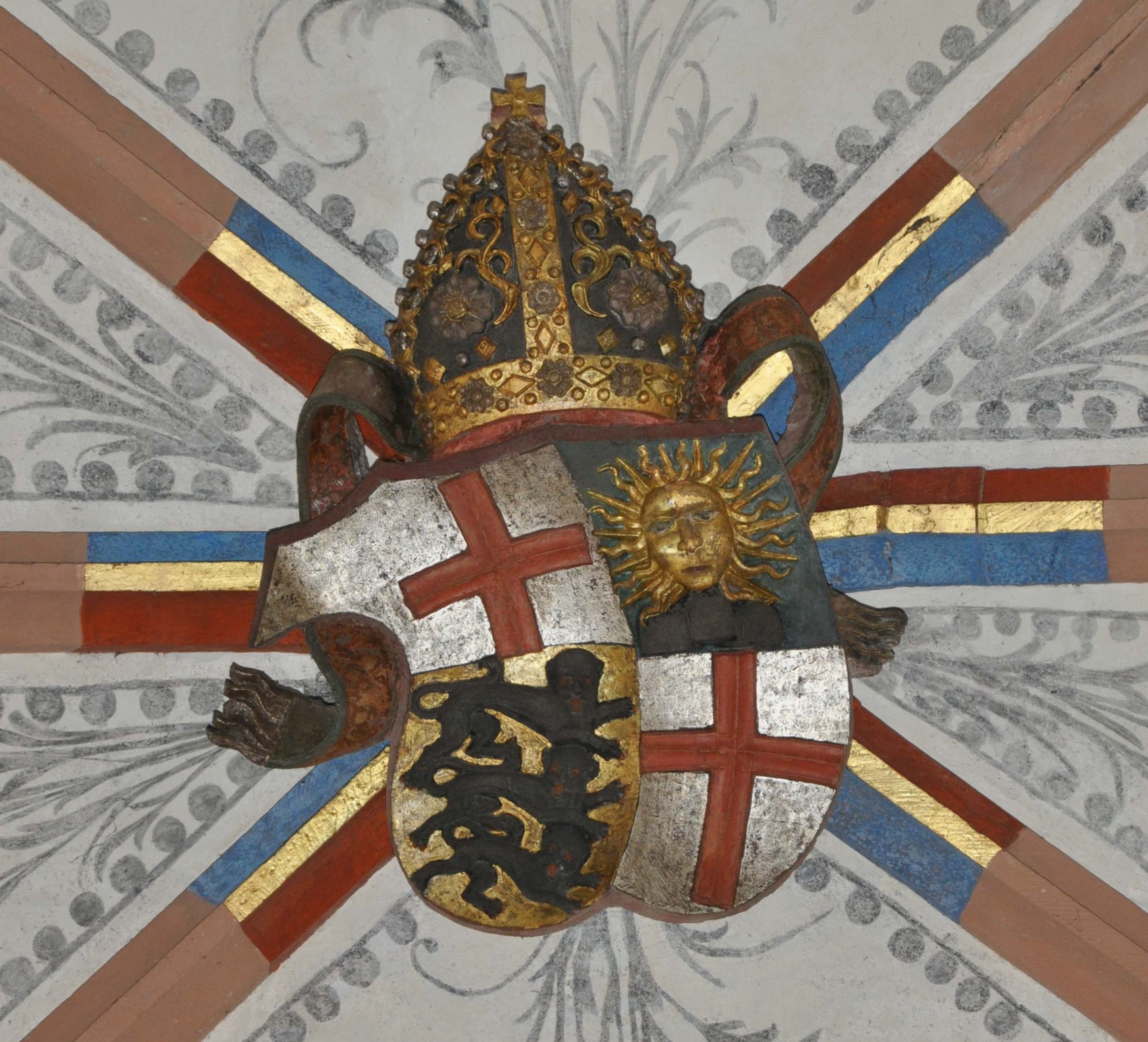
Герб Оттона IV фон Зонненберга, Дєпископа Констанца
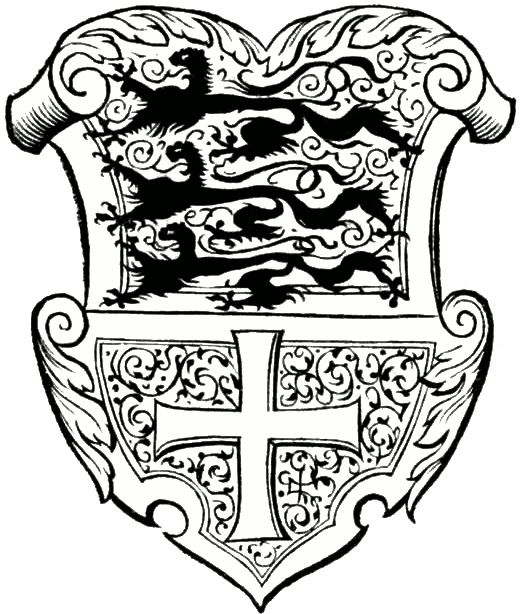
Герб Швабського округу
Герб королів Вюртемберга (1806–1817)
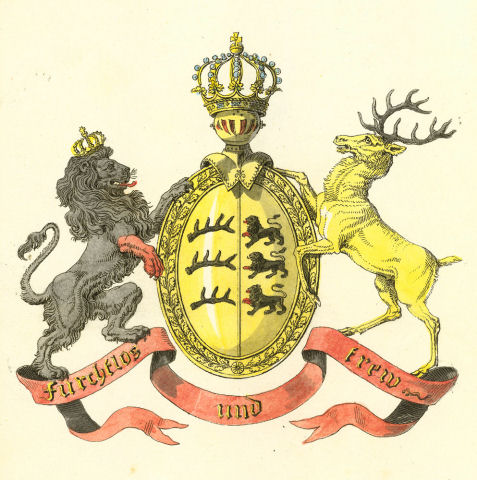
Ескіз Великого герба Королівства Вюртемберг від 1817 року
Великий герб Баден-Вюртемберга
Малий герб Баден-Вюртемберга
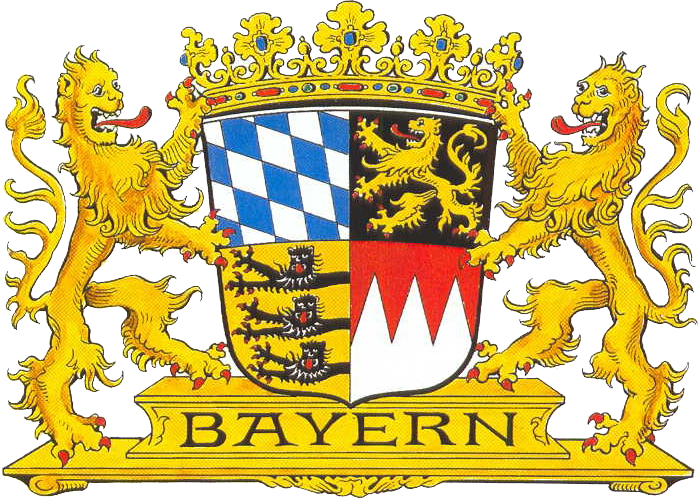
Великий державний герб Баварії 1923-1936 років, три леви символізують швабську частину,Округ Швабія знаходиться в Ньюбурзі
Великий баварський герб, у якому є три леви Баварської Швабії
На гербі району Діллінгену-на-Дунаї, нагородженому в 1973 році, зображений штауфенський лев, що символізує колишній район Вертінґен
Герб району Вайльгайм-Шонгау, який використовується з 1974 року, перейняв штауфенського лева з колишнього герба району Шонгау
Герб району Східний Альб
Герб Геппінгену (район)
Герб муніципалітетуАлергайм
Штауфенівський лев у змішаних кольорах, частина герба муніципалітету Лорх з 1934 року
пГерб муніципалітетуБіренбах, затверджений у 1958 році
Герб району Оберальгой з штауфенськими левами, що нагадують про його колишню принале до Швабського герцогства
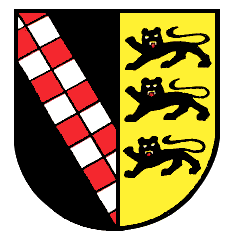
Герб села Дітерсгофен, що входить до складу міста Месскірх. Герб походить від герба Трухсессен фон Вальдбург-Рордорфів
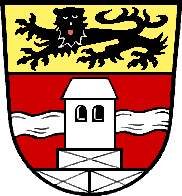
Герб району Шонгау, який був розформований у 1972 році в ході територіальної реформи
Герб Гогенштауфена до його приєднання до Гепінгена у 1971 році
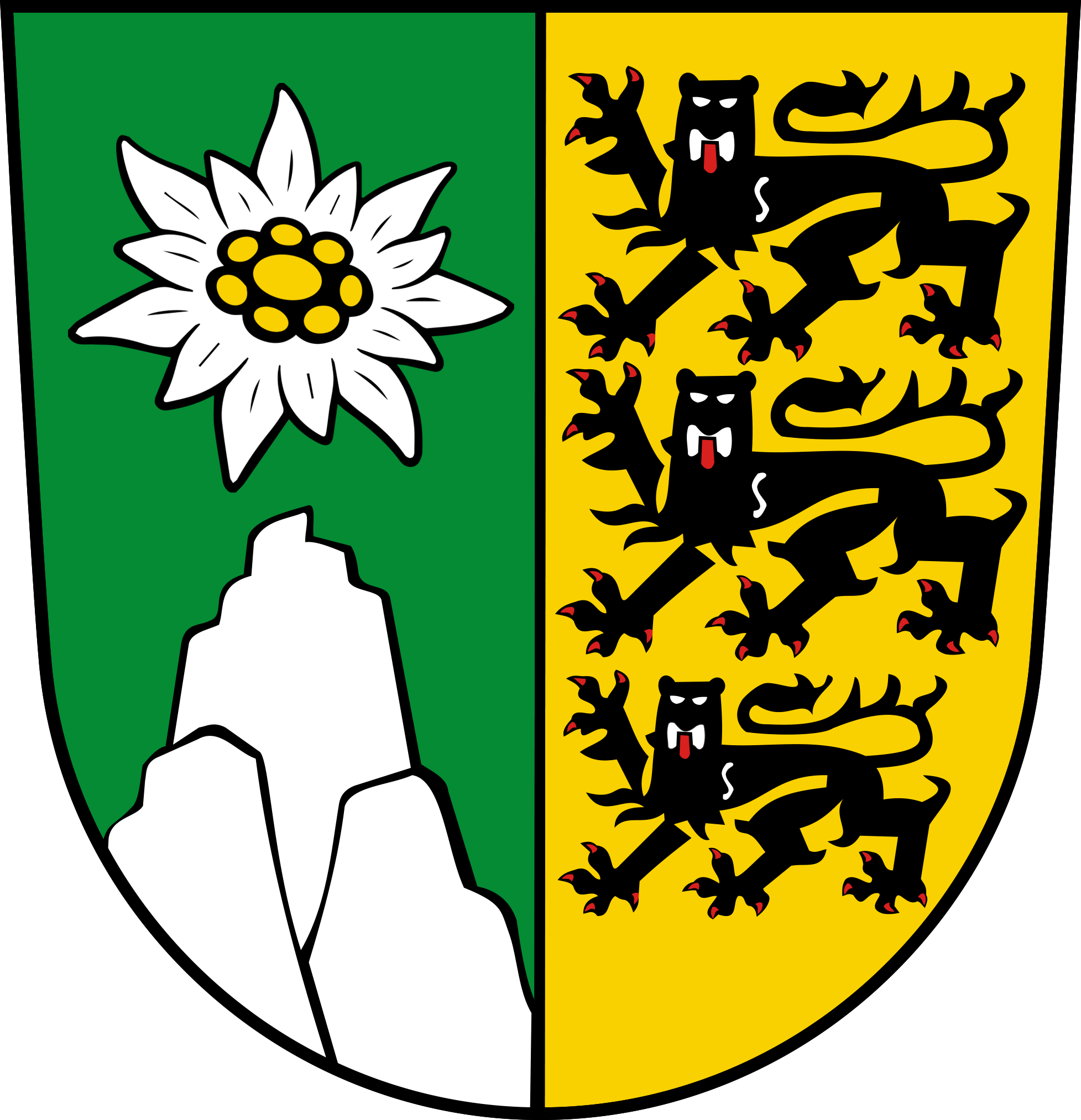
Герб колишнього округу Зонтгофен (1939–1972)
Герб колишнього району Вертинген
Герб колишнього округу Швебіш-Гмунд, затверджений у 1973 році
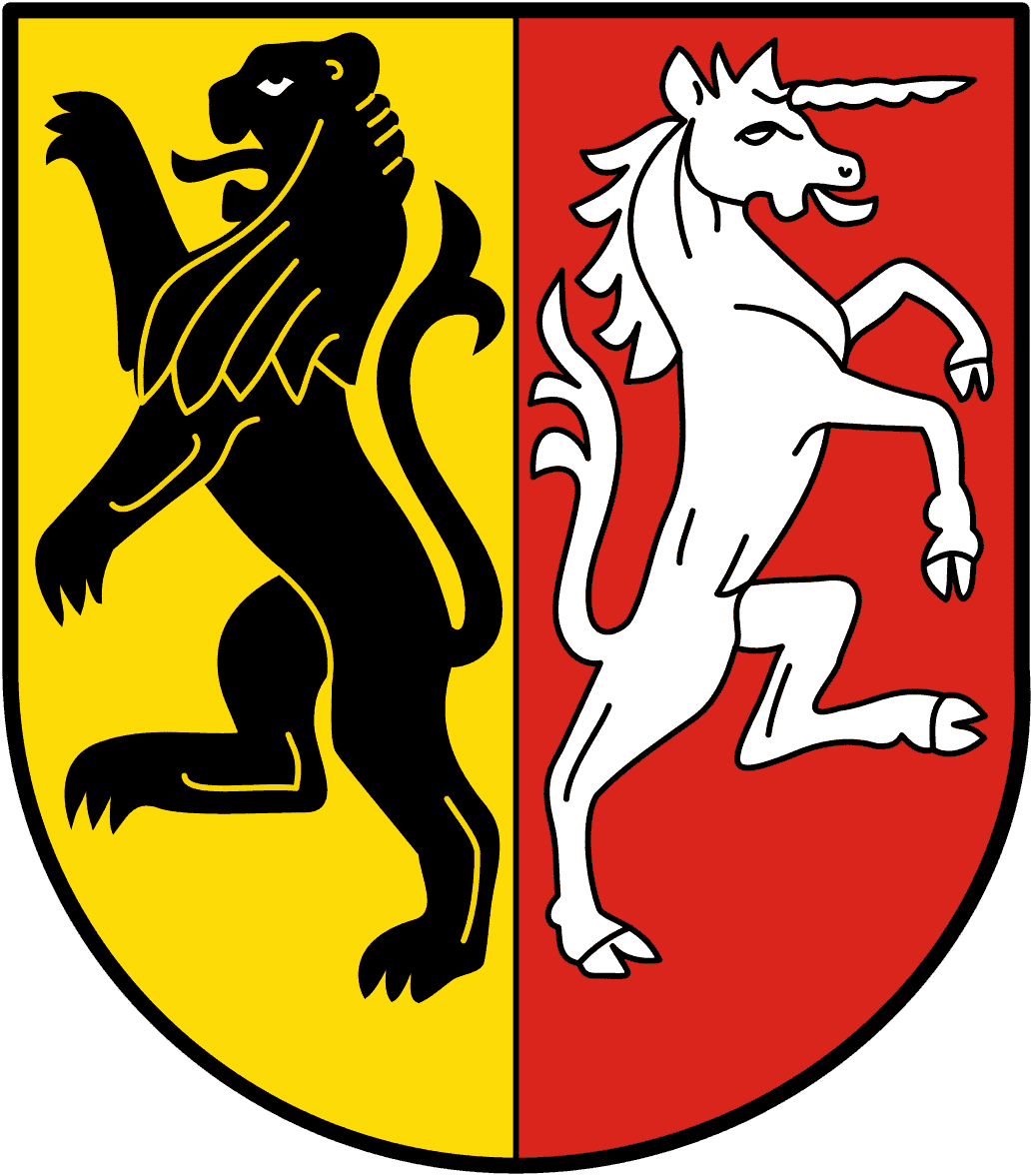
Герб Герлікофену до його приєднання до Швабського Гмюнда
Герб Майтіса до його приєднання до Геппінгенна в 1973 році
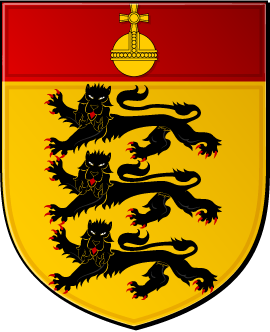
Герб дому Вальдбургва
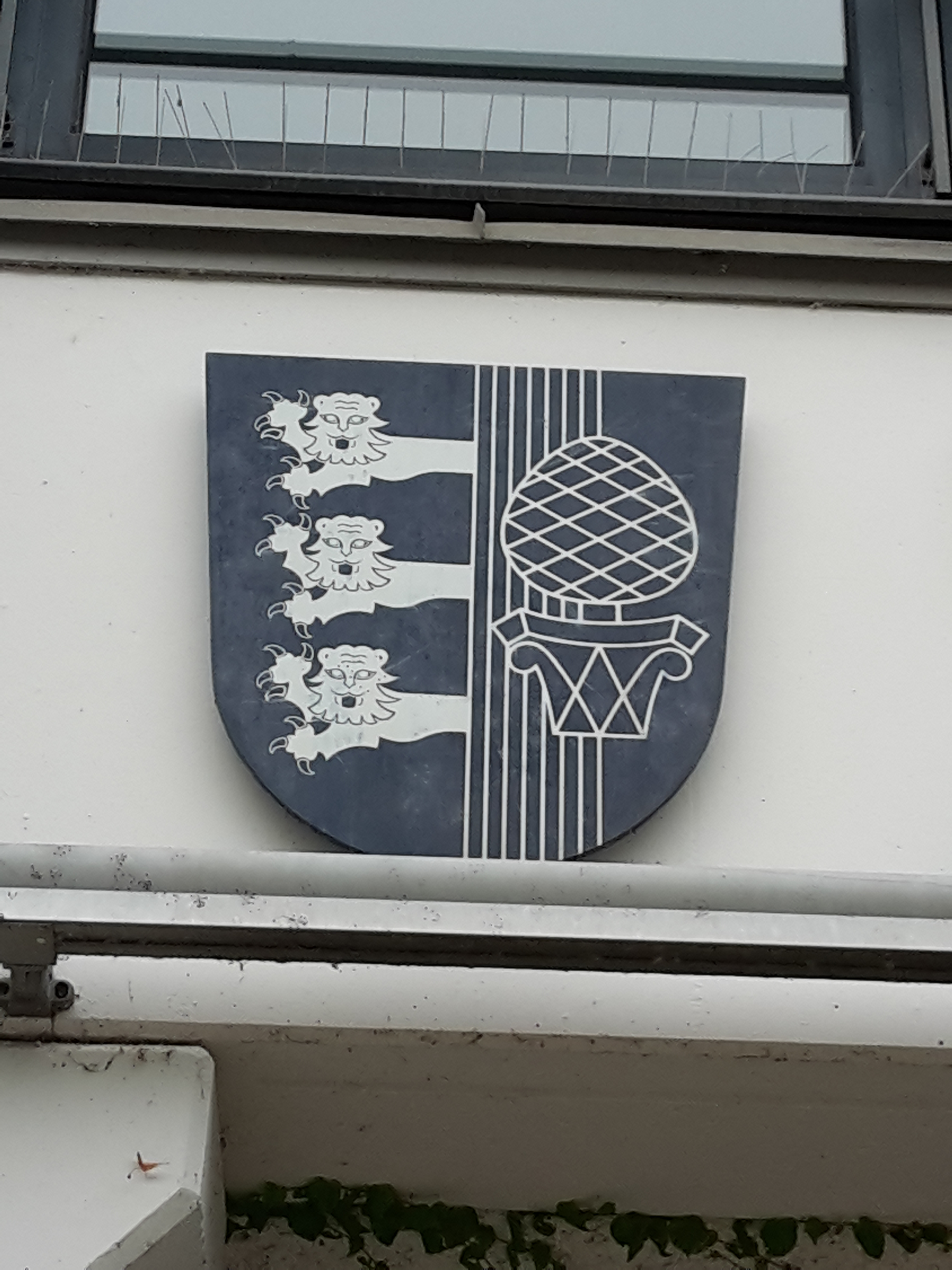
Герб Авгсбурзького університету, в 1970 р.
Асоціаційний значок 10-ї танкової дивізії Бундесверу з вертикальним штауфенським левом
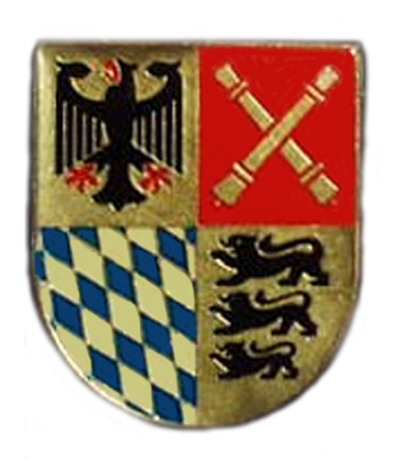
нутрішній товариський знак штабу/штабної батареї управління артилерією 2
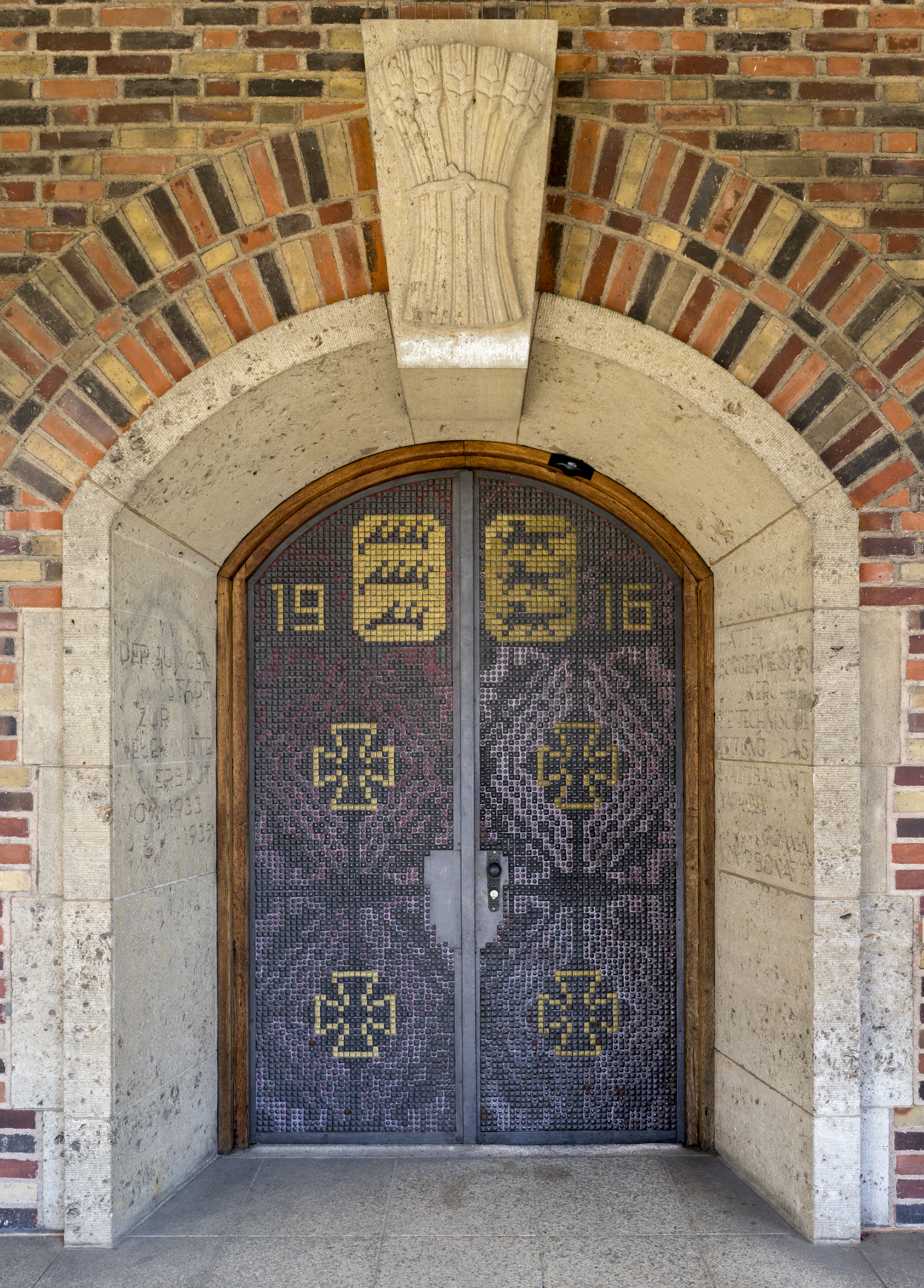
Двері в карнавальний зал
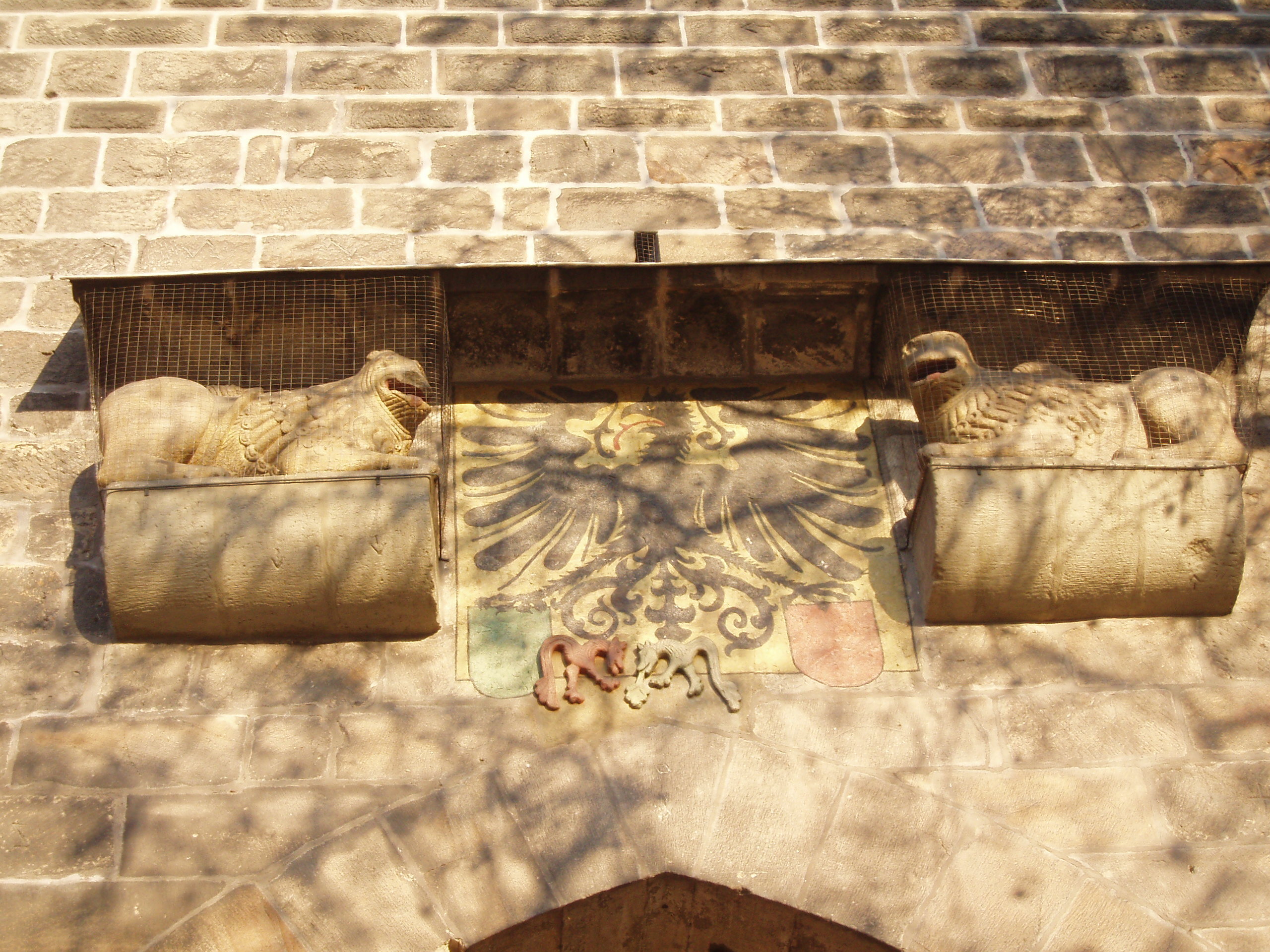
Штауфенські леви на Вовчих воротах в Есслінгені. Вивітрені леви нагадують вовків, звідси і назва
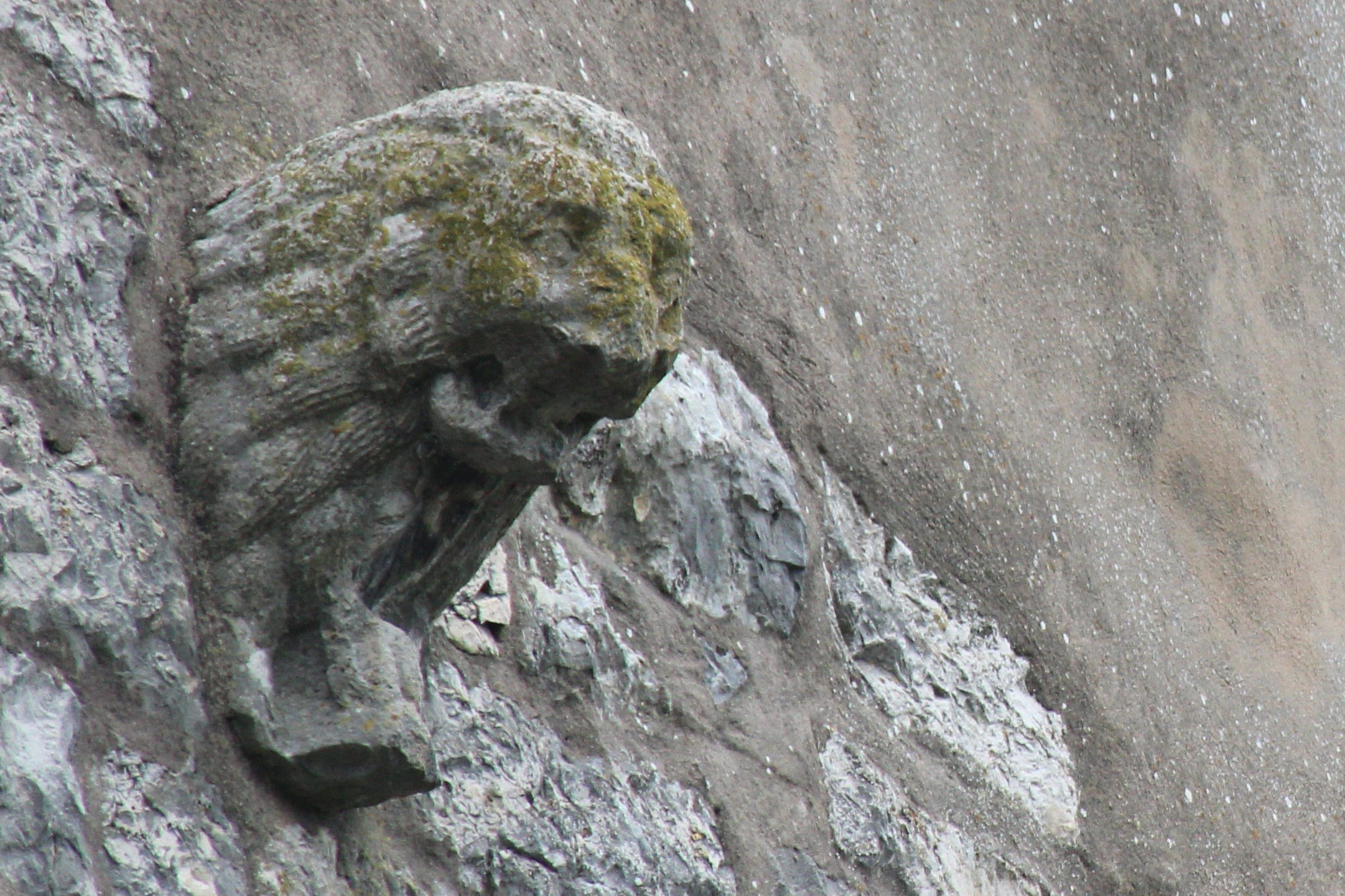
Штауфенський лев у священному місті Замку Гарбург

## Інші герби з трьома левами
Медлінгська гілка Бабенбергів, яка була споріднена Штауфенам, мала трьох левів у своєму гербі поруч із австрійським щитом. Герб було прийнято з 1246 року герцогами Каринтії з дому Шпангеймів і зараз є гербом землі Каринтія в Австрії.
Інші приклади використання трьох левів включають герб Англії, який сходить до Річарда Левове Серце, герб Великої Британії та герб Данії.
Герб муніципалітету Фрайенбах у Швейцарії був прийнятий у 1948 році та показує трьох золотих левів, що крокують праворуч у червоному полі. Символіка тісно пов'язана з історичним зв'язком із Швабським герцогством.

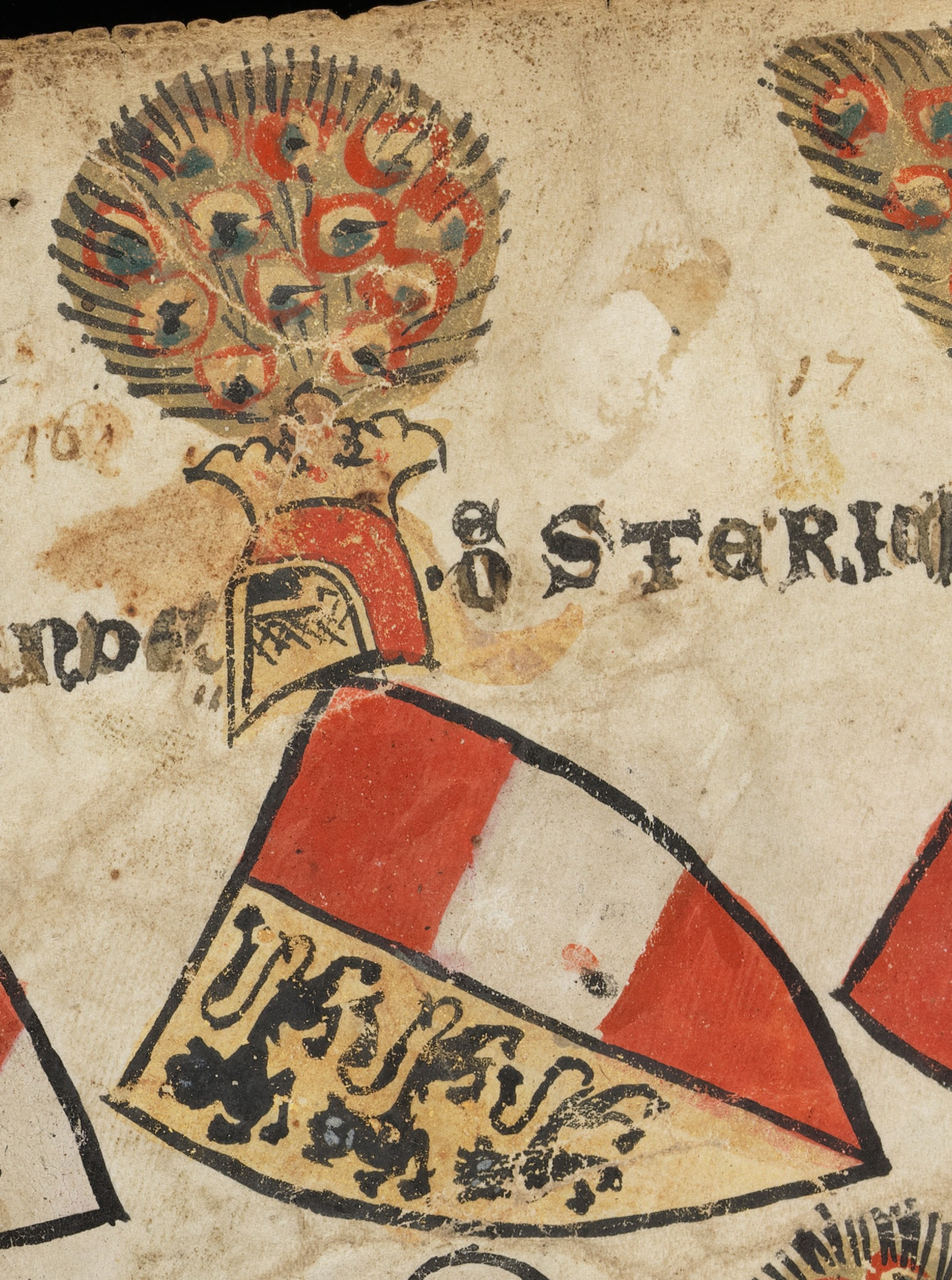
Герб герцогів Каринтії з 1246 року
Герб Каринтії
Герб Англії
Герб Великої Британії
Герб Данії
Герб муніципалітету Фраєнбах, Швейцарія
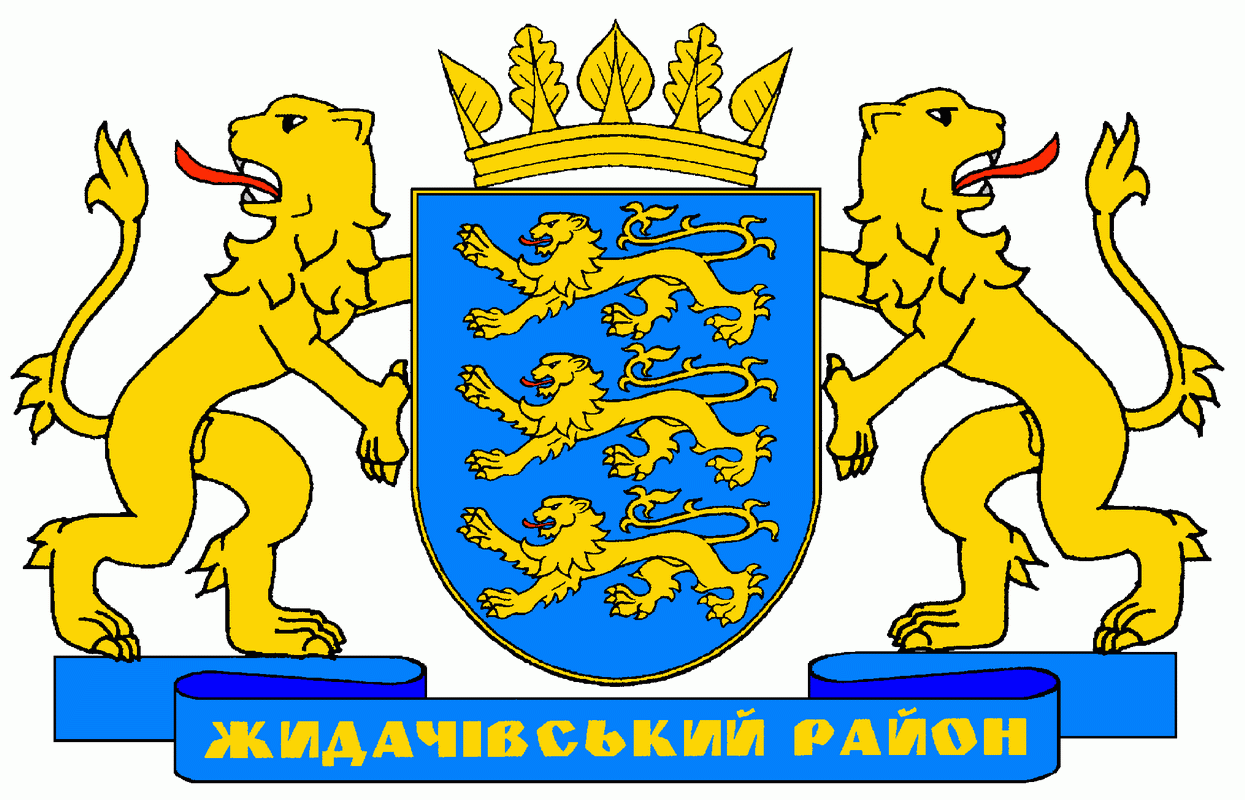
Герб Жидачівського району, Україна